# La Moutade
La Moutade è un comune francese soppresso e frazione del dipartimento del Puy-de-Dôme della regione dell'Alvernia-Rodano-Alpi. Dal 1º gennaio 2016 si è fuso con il comune di Cellule per formare il nuovo comune di Chambaron-sur-Morge.

## Società

### Evoluzione demografica
Abitanti censiti